# Nikolaï Noskov
Pour les articles homonymes, voir Noskov.
 (janvier 2018).
Le contenu est difficilement compréhensible vu les erreurs de traduction, qui sont peut-être dues à l'utilisation d'un logiciel de traduction automatique.
Nikolaï Ivanovitch Noskov (en russe : Николай Иванович Носков), né le 12 janvier 1956 à Gjatsk en RSFS de Russie, est un chanteur et musicien russe. Il est l'ancien chanteur du groupe Gorky Park.

## Biographie
Nikolaï Noskov naît le 12 janvier 1956 à Gjatsk (aujourd'hui Gagarine) dans l'oblast de Smolensk, dans une famille de classe ouvrière. Son père Ivan Noskov était d'origine rom et a travaillé dans une usine de conditionnement de la viande. Sa mère, Ekaterina Konstantinovna Noskova était une trayeuse et a travaillé sur le chantier de construction. Outre Nikolaï famille avait quatre autres enfants. Au cours de son enfance Kolia (son diminutif) est devenu familier avec la musique, principalement et surtout avec de la musique populaire, il a vu et entendu qui a été interprété avec des instruments traditionnels russes ou chanter quand elle était sa mère. Quand Nikolaï avait 8 ans, la famille a déménagé à la ville de Tcherepovets. Même enfant, il a participé à des compétitions amateurs. À 14 ans, il a remporté le premier prix comme le meilleur chanteur dans la compétition Région du Nord-Ouest.
Désireux d'apprendre, il a commencé à jouer du bayan, un type d'accordéon, comme il a grandi, il a diminué de plus pour le chant; en principe avec la chorale de l'école plus tard, en tant qu'artiste solo, il a gagné un de son premier prix dans un concours de chant locale à l'âge de quatorze ans. Il est devenu le chanteur du groupe scolaire, jouant des compositions des Beatles, Creedence Clearwater Revival et d'autres groupes de rock occidentaux, même avec des bandes de rock and roll. Comme tout jeune homme avait dans la chambre de ses affiches de leurs artistes préférés, y compris les groupes de l'aime de Led Zeppelin et Pink Floyd ainsi que d'autres genres tels que Chaliapine ils ont été comptés. Leur anglais était à l'époque pas très élevé. Mais plus tard, les circonstances de la vie est forcé d'apprendre la langue.
Éducation musicale professionnelle fait. Autodidacte, il a appris à jouer du piano, la guitare et la batterie, et il a servi dans les Forces armées de l'URSS, a joué la trompette. Noskov a participé à de nombreux projets communs avec un certain nombre de compositeurs et de musiciens nationaux et étrangers, y compris Alexander Zatsepin et Eduard Artemjiev. Depuis 1981 Noskov a joué avec l'ensemble «Moscou» (Москва), qui, en 1982, en tant que chanteur et guitariste, dirigé par David Tuchmanov, il enregistre l'album N.L.O avec la société « Melodia ». Au printemps de 1984, Nikolai Noskov travaille comme soliste principale «Singing Heart» (Поющие сердца) dirigé par Viktor Vekshtejn. En 1985, le chanteur a gagné une place vocalistes futur groupe « Aria ».
En 1987, il a créé plusieurs chansons pour le film Île des navires perdus . En 1987, il a travaillé dans le groupe Gorky Park en tant que chanteur et auteur-compositeur.
Avec des célébrités comme Jon Bon Jovi et Klaus Meine (Scorpions) en 1989 et 1990, il a enregistré un duo. Chanson « Bang » a pris la première place dans le classement des stations de radio aux États-Unis, et la Scandinavie a été rapporté dans les chansons. Music vidéoclip pour la chanson a obtenu à la position n° 3 dans les graphiques MTV. Album « Gorky Park » en 1989, est tombé à la 81e place dans la liste des centaines d'albums préférés du magazine Billboard, et le Danemark a été désigné comme la « vente d'or ».
Au début des années 1990, il a quitté Nikolai « Gorky Park » et a commencé sa carrière solo en 1993, la création d'un groupe « Nikolaï ». Avec elle, en 1994, il enregistre l'album « Mère Russie » (Mother Russia) en anglais, qui, cependant, n'a pas obtenu la reconnaissance, que ce soit en Russie ou à l'étranger. En 1996, il a commencé à travailler avec le producteur Iosif Prigojin qui a duré quatre ans. Cela a permis à Noskov retour à l'Olympus musical.
Trois programmes de concerts, où Nikolai est apparu comme caméraman, ont été présentés au Kremlin Palais d'État, « Дышу тишиной » (Je respire le silence), accompagné d'un orchestre symphonique Musica Viva conduite par Alexander Lavrov), « Ра-Дуга » (Arc-en-ciel), « По пояс в небе » (Après la bande dans le ciel).
Le nouvel album « Après la bande dans le ciel » (По пояс в небе) a été adopté avec des vues opposées – de l'enthousiasme à se moquer plutôt sarcastique. Cet album — une nouvelle étape dans le travail Noskov. Dans les mots « Dans les temps du ciel » (По пояс в небе) – le résultat de la fusion des traditions symphoniques et ethniques. Un rôle important dans le son de l'album en jouant des instruments ethniques, en particulier – batterie. « Dans certains endroits dans le ciel » donne une évaluation complète de la compréhension de quelque chose de plus, «contre nature» m'a ouvert les yeux au monde en termes de « l'âme cultivée ». Recital Hall de Noskov au Palais du Kremlin a eu lieu au « Hourra ! ». voix magnifiques, de belles mélodies et paroles intelligentes contenu - tous sont présents sur l'album.
En 2011, il a chanté la chanson poète « Melody » (Мелодия) Nikolai Dobronravov et compositeur Alexandra Pachmutova dans le spectacle musical « Propriété de la République » (Достояние республики), qui a remporté la première place dans le programme final. Dans la même année terminé le travail sur leur nouvel album, qui est appelé « Ça vaut la peine » (Оно того стоит). En cinq ans, ceci est le premier album d'un musicien qui a dit qu'il ne voulait pas lancer une nouvelle chanson parce que je déteste se précipiter. En 2012 Noskov a enregistré l'album Nameless (Без названия). L'enregistrement a eu lieu en Allemagne dans le studio du producteur Horst Schebel.

## Vie privée
Depuis 1990, il vit en couple avec Marina. Leur fille Katerina naît le 1991. Sa petite-fille, Miroslava est née à la fin de l'année 2015.
En 2017, Nikolai a été hospitalisé avec une thrombose dans la section cervicale, à cause de la maladie il a subi des concerts.

## Discographie
- 1998 : Блажь (Caprice) (Я тебя люблю, Je t'aime)
- 1999 : Паранойя (Paranoïa) (Стёкла и бетон, Verre et de béton)
- 2000 : Дышу тишиной (Je respire le silence)
- 2006 : По пояс в небе (Après la bande dans le ciel)
- 2011 : Оно того стоит (Ça vaut la peine)
- 2012 : Без названия (Sans titre)